# Briocus von Saint-Brieuc

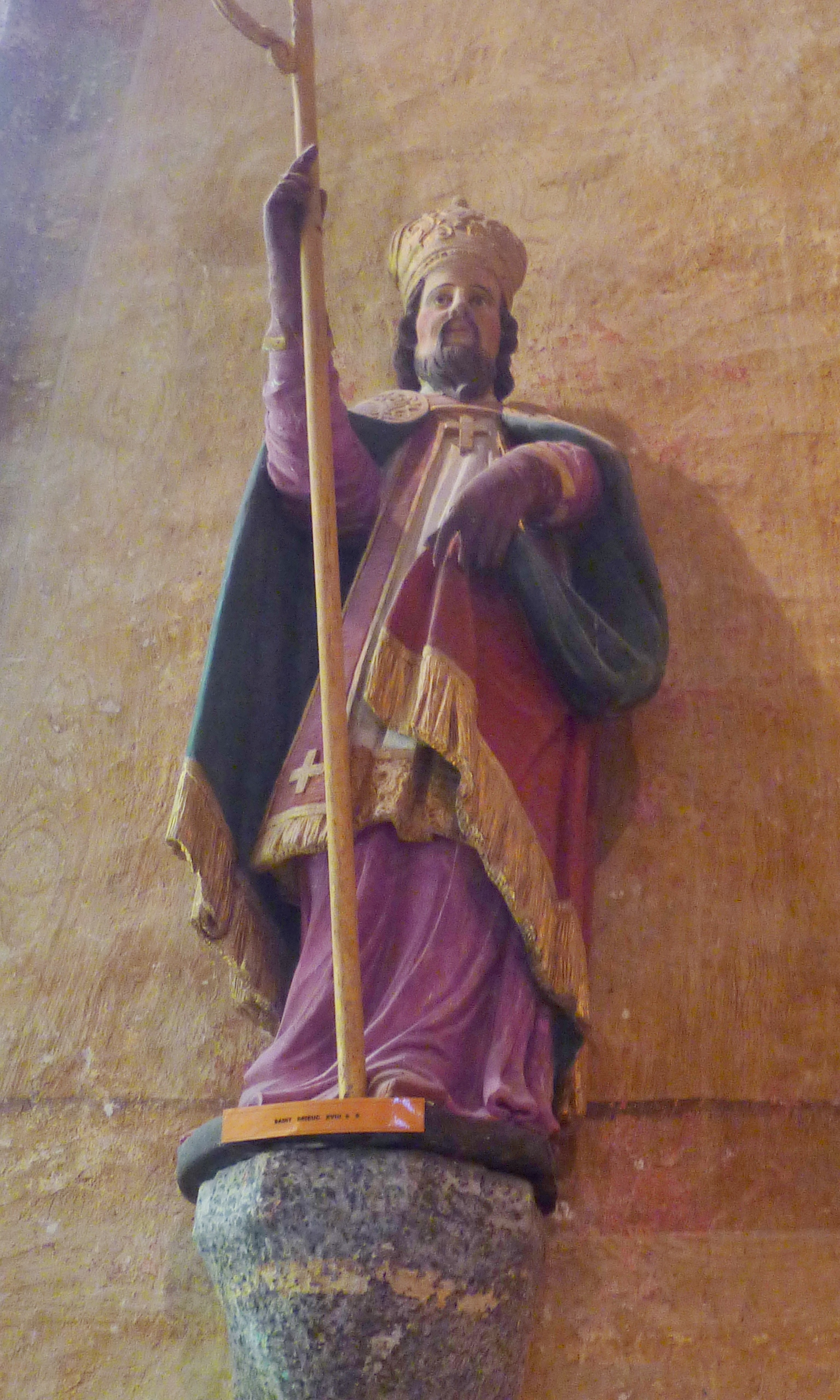
Briocus von Saint-Brieuc

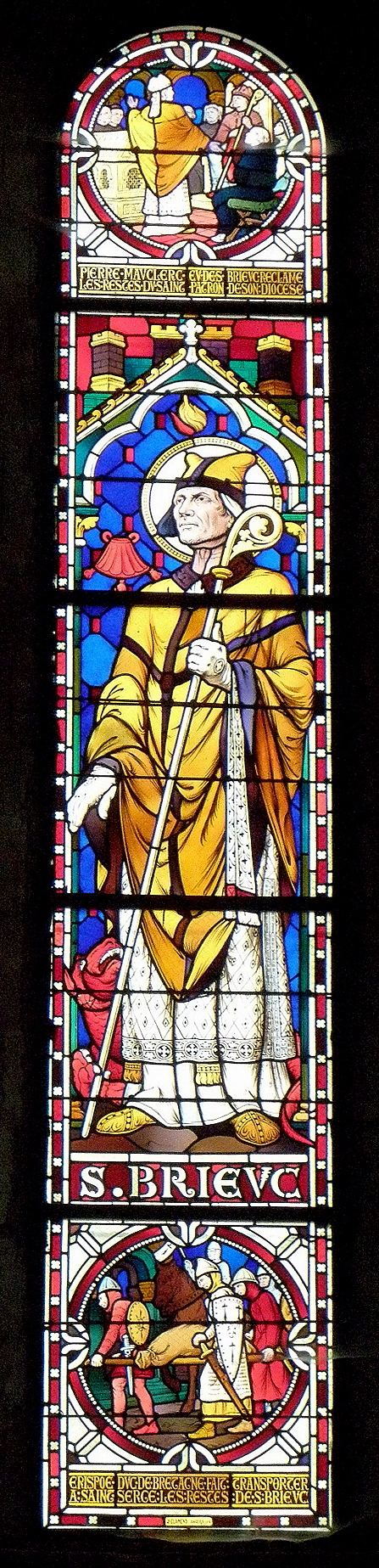
Briocus von Saint-Brieuc

Briocus von Saint-Brieuc (auch Brioch, Brioc, Brieux, Bryan, Brigomaclus, * um 410 in Cardigan, Wales; † um 502 in Saint-Brieuc, Bretagne) war im 5. oder 6. Jahrhundert angeblicher Gründer und erster Bischof der Stadt Saint-Brieuc. Er gilt – neben Maclovius von Aleth / bretonisch: Sant Maloù (Saint-Malo), Paternus von Vannes / bretonisch: Padern (Vannes), Samson von Dol / bretonisch: Sant Samzun (Dol-de-Bretagne), Tugdual von Tréguier / bretonisch: Sant Tugdual a Dreger (Tréguier), Corentin / bretonisch: Sant Kaourintin a Gemper (Quimper) und Paulus Aurelianus / bretonisch: Pol Aurelian (Saint-Pol-de-Léon) – als einer der sieben nach ihrem Tod als heilig verehrten Gründungsbischöfe der Bretagne. Sein Gedenktag ist der 1. Mai oder lokal der 17. oder 18. Oktober.

## Vita
Briocus erhielt seine geistliche und weltliche Ausbildung in Irland, aber auch Germanus von Auxerre wird als sein Lehrer genannt. Im Jahr 465 gründete er angeblich ein Kloster beim heutigen Ort Tréguier in der Bretagne, das jedoch nach anderer Überlieferung erst hundert Jahre später entstand. Samson von Dol und Martin von Tours verfassten kurze Lebensbeschreibungen, die von einem Geistlichen im 11. Jahrhundert in einer historisch allerdings wertlosen Biografie zusammengefasst wurden, in der ihm zahlreiche Wundertaten angedichtet wurden.

## Verehrung
Briocus wurde bereits früh vom Volk als Heiliger verehrt. Um die Mitte des 9. Jahrhunderts wurden seine Gebeine zum Schutz vor den Normannen nach Angers gebracht (Reliquientranslation); dort entstand später eine Inschrift, auf der er als Bischof bezeichnet wird. Weitere Übertragungen seiner Reliquien nach Paris und nochmals nach Angers folgten; um das Jahr 1210 wurde ein Teil davon in die neu gebaute Kathedrale von Saint-Brieuc gebracht. Zahlreiche Kirchen in der Bretagne sowie in Wales, Irland und Schottland tragen sein Patrozinium.

## Darstellung
Mittelalterliche Darstellungen des Heiligen sind nicht bekannt. Neuzeitliche Bildnisse (meist Glasfenster) zeigen ihn im Bischofsornat.